# Przylądek Brewstera
Przylądek Brewstera (duń. Kap Brewster) – przylądek we wschodniej Grenlandii.